# Paganismo germánico

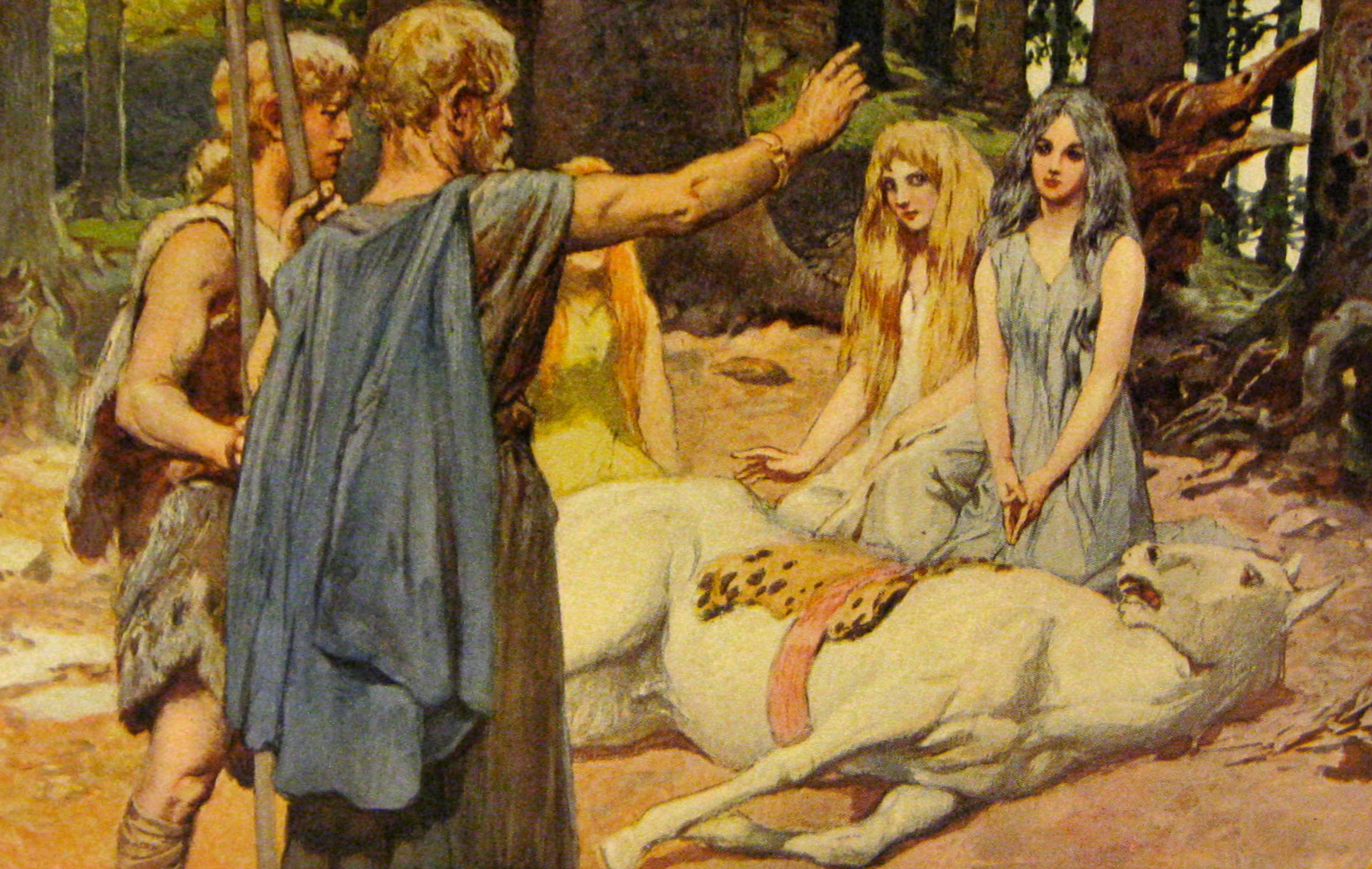
Representación de Emil Doepler del Segundo encantamiento de Merseburg, 1905. En el encantamiento, los dioses de la mitología germánica continental curan un caballo.

El paganismo germánico se refiere a las diversas prácticas religiosas de los pueblos germánicos desde la Edad del Hierro hasta la cristianización durante la Edad Media. Las prácticas religiosas representaron un elemento esencial de la cultura germánica temprana. Tanto a partir de restos arqueológicos como de fuentes literarias, es posible rastrear una serie de creencias comunes o estrechamente relacionadas entre los pueblos germánicos hasta la Edad Media, cuando se cristianizaron las últimas áreas de Escandinavia. Arraigada en la religión protoindoeuropea, la religión protogermánica se expandió durante el período de migración, produciendo extensiones como la religión nórdica antigua entre los pueblos germánicos del norte, el paganismo practicado entre los pueblos germánicos continentales y el paganismo anglosajón entre los pueblos de habla inglesa antigua. La religión germánica está mejor documentada en textos de los siglos X y XI de Escandinavia e Islandia.

## Dispersión geográfica

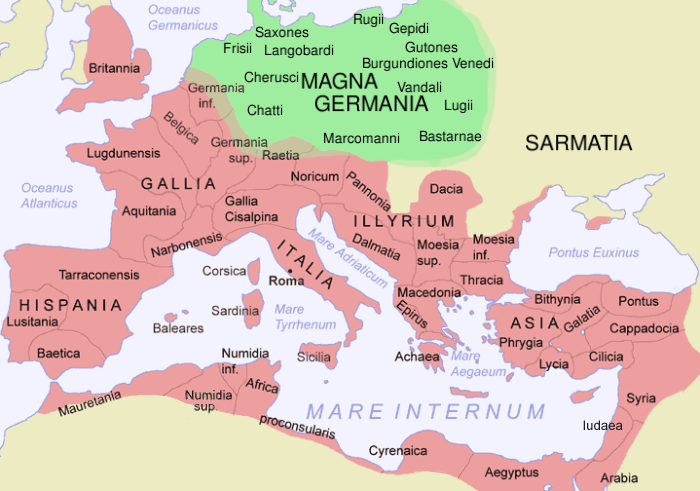
Mapa del Imperio Romano y Germania Magna, c. 120 d. C.

Germania era el término romano para el área al este del Rin y al norte del Danubio y hasta las islas del Mar Báltico (su homónimo se origina en Julio César, quien lo usó en su tratado sobre las Guerras de las Galias, Commentarii de Bello Gallico ). El área del núcleo germánico, Germania Magna, estaba ubicada en la antigua Europa en las tierras bajas del norte de Europa, que incluye principalmente la actual Alemania, los Países Bajos, Dinamarca y la península escandinava. Sin embargo, los límites de Germania no estaban claramente definidos, ya que grandes poblaciones germánicas vivían dentro de las fronteras del Imperio Romano, y la influencia romana llegó hasta la "Germania libre" a través de la frontera de Limes. En Europa Central, la cultura celta ya era dominante y las primeras prácticas religiosas germánicas fueron influenciadas por los celtas. Más tarde, elementos de la cultura romana se mezclaron con la cultura germánica, que incluye evidencia arqueológica de dioses romanos, estatuas y minería de oro. Los pueblos germánicos nunca han constituido realmente un grupo uniforme con una cultura común o ubicua, pero se conocen algunos sistemas de creencias centrales generales a partir de los textos medievales, que pueden ser el resultado de una fusión de varias creencias en la expansión de las tribus germánicas en toda Europa central. Entre los pueblos germánicos del este, rastros del paganismo gótico puede distinguirse de los escasos artefactos y atestaciones. Según el historiador John Thor Ewing, como religión, la versión germánica consistía en "adoradores individuales, tradiciones familiares y cultos regionales dentro de un marco ampliamente coherente".

## Fuentes

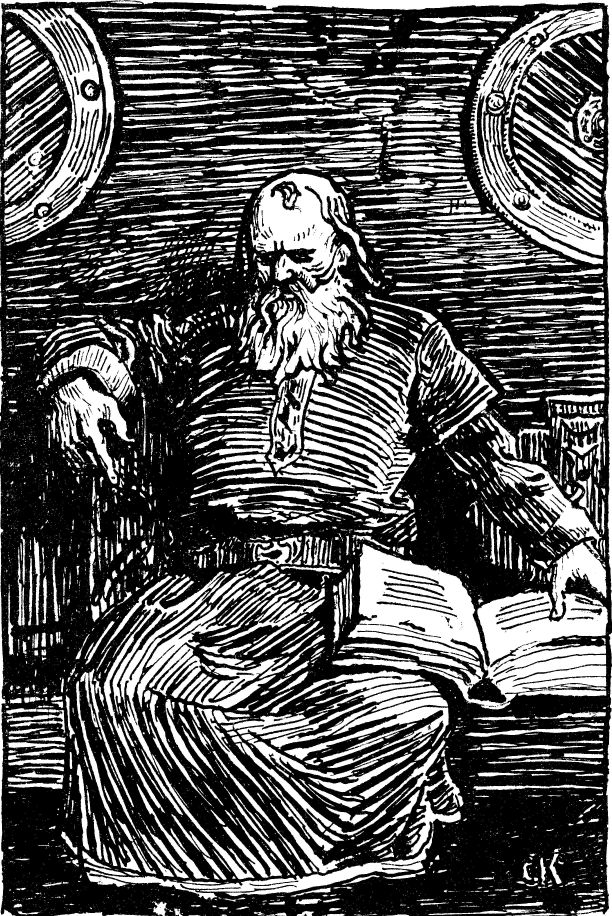
Las obras del historiador islandés del siglo XIII, Snorri Sturluson, son fuentes invaluables sobre el paganismo germánico.

## Historia

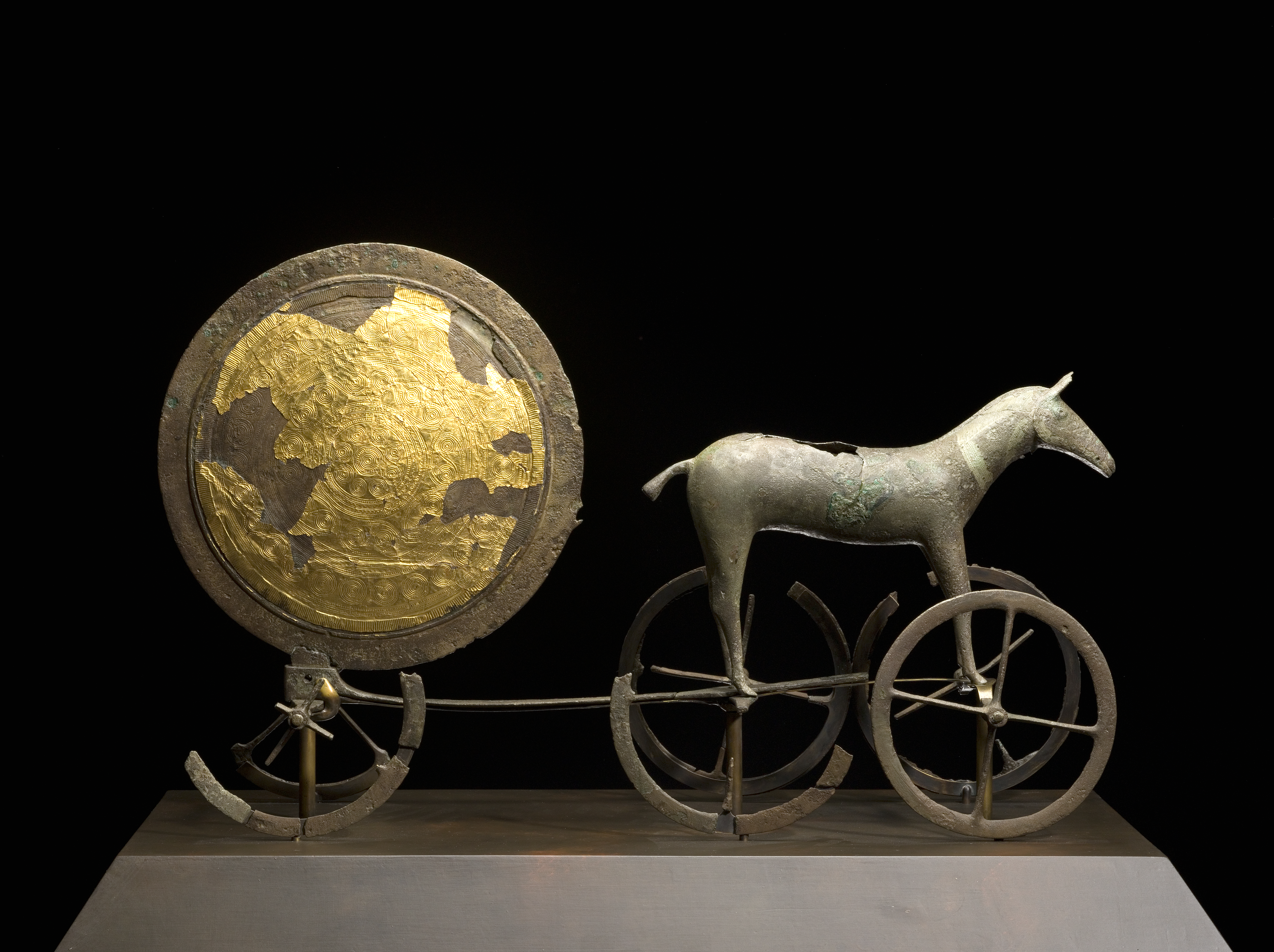
El lado dorado del Carro solar de Trundholm, Edad del Bronce Nórdica

### Religión pagana protogermánica
Poco se sabe con certeza sobre las raíces de la religión germánica.

### Edad del Hierro Romana

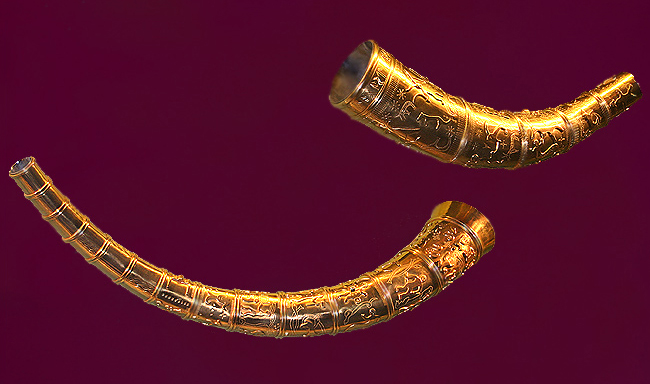
Los cuernos de oro de Gallehus del.

Las primeras formas de religión germánica se conocen exclusivamente a partir de restos arqueológicos y, por lo tanto, solo pueden interpretarse sobre la base de estudios comparativos con otras religiones o mediante la evaluación de la literatura escandinava, quienes, como los últimos conversos entre los practicantes de la religión germánica, mantuvieron un escrito cuenta de su religión en la Edad Media. Además de los ricos hallazgos arqueológicos, como la evidencia de una veneración generalizada de un dios del fuego, también hay evidencia lingüística que atestigua las prácticas religiosas germánicas. La descripción de las formas más antiguas de la religión germánica se basa en reconstrucciones inciertas, que a su vez se basan en comparaciones con otro material. Los hallazgos arqueológicos sugieren que los pueblos germánicos practicaron algunos de los mismos rituales "espirituales" que los celtas, incluidos el sacrificio, la adivinación y la creencia en una conexión espiritual con el entorno natural que los rodeaba. Las sacerdotisas germánicas eran temidas por los romanos, ya que estas mujeres altas de ojos deslumbrantes, vestidas con amplios vestidos blancos, a menudo empuñaban un cuchillo para las ofrendas de sacrificio. A los cautivos se les puede cortar la garganta y desangrarlos en calderos gigantes o se les abren los intestinos y se arrojan las entrañas al suelo para lecturas proféticas. Los rituales espirituales ocurrían con frecuencia en arboledas consagradas o en islas en lagos donde ardían fuegos perpetuos.
Varias deidades encontradas en el paganismo germánico se encuentran ampliamente entre los pueblos germánicos, sobre todo el dios conocido por los pueblos germánicos continentales como Wodan o Wotan, por los anglosajones como Woden, y por los nórdicos como Óðinn, así como el dios Thor - conocido por los pueblos germánicos continentales como Donar, por los anglosajones como Þunor y por los nórdicos como Þórr. El cristianismo no tuvo relevancia para los pueblos germánicos precristianos hasta su contacto e integración con Roma.

#### Julio César
Una de las fuentes escritas más antiguas sobre la religión germánica es el Commentarii de Bello Gallico de Julio César, donde compara las intrincadas costumbres celtas con las tradiciones germánicas muy "primitivas" percibidas:
El estilo de vida alemán es muy diferente. No tienen druidas para presidir asuntos relacionados con lo divino y no tienen mucho entusiasmo por los sacrificios. Cuentan como dioses sólo aquellos fenómenos que pueden percibir y por cuyo poder son claramente ayudados, el Sol, el Fuego y la Luna; a otros no los conocen ni siquiera de oídas. Dedican toda su vida a la caza y las actividades militares. (César, Guerra de las Galias 6.21.1–6.21.3)
Las descripciones de César de la religión de las tribus germánicas difieren mucho de lo que muestran otras fuentes, por lo que los investigadores religiosos modernos no le dan un alto valor de fuente. En general, describe a Germania como un país de las maravillas bárbaro, muy diferente de la Italia de la que proviene. Muchas de las características que atribuye a la población contrastan con las de los romanos. Sin embargo, un detalle interesante es su identificación de que la deidad más importante de la Galia es la misma que el Mercurio romano; también hace referencia a otros dioses romanos que se encuentran en las creencias germánicas.
Entre los dioses, Mercurio tiene el culto más importante; sus imágenes sagradas son muy frecuentes. Los galos lo llaman el inventor de todo arte y habilidad, el guía en carreteras y viajes, y creen que tiene el mayor poder sobre el comercio y la búsqueda de ganancias. Después de él, veneran a Apolo, Marte, Júpiter y Minerva. De estos, piensan de la misma manera que otros pueblos, sosteniendo que Apolo disipa la enfermedad, Minerva transmite los cimientos de las artes y oficios, Júpiter gobierna a los dioses celestiales y Marte gobierna la guerra. (César, Guerra de las Galias 6.17.1)

#### Tácito

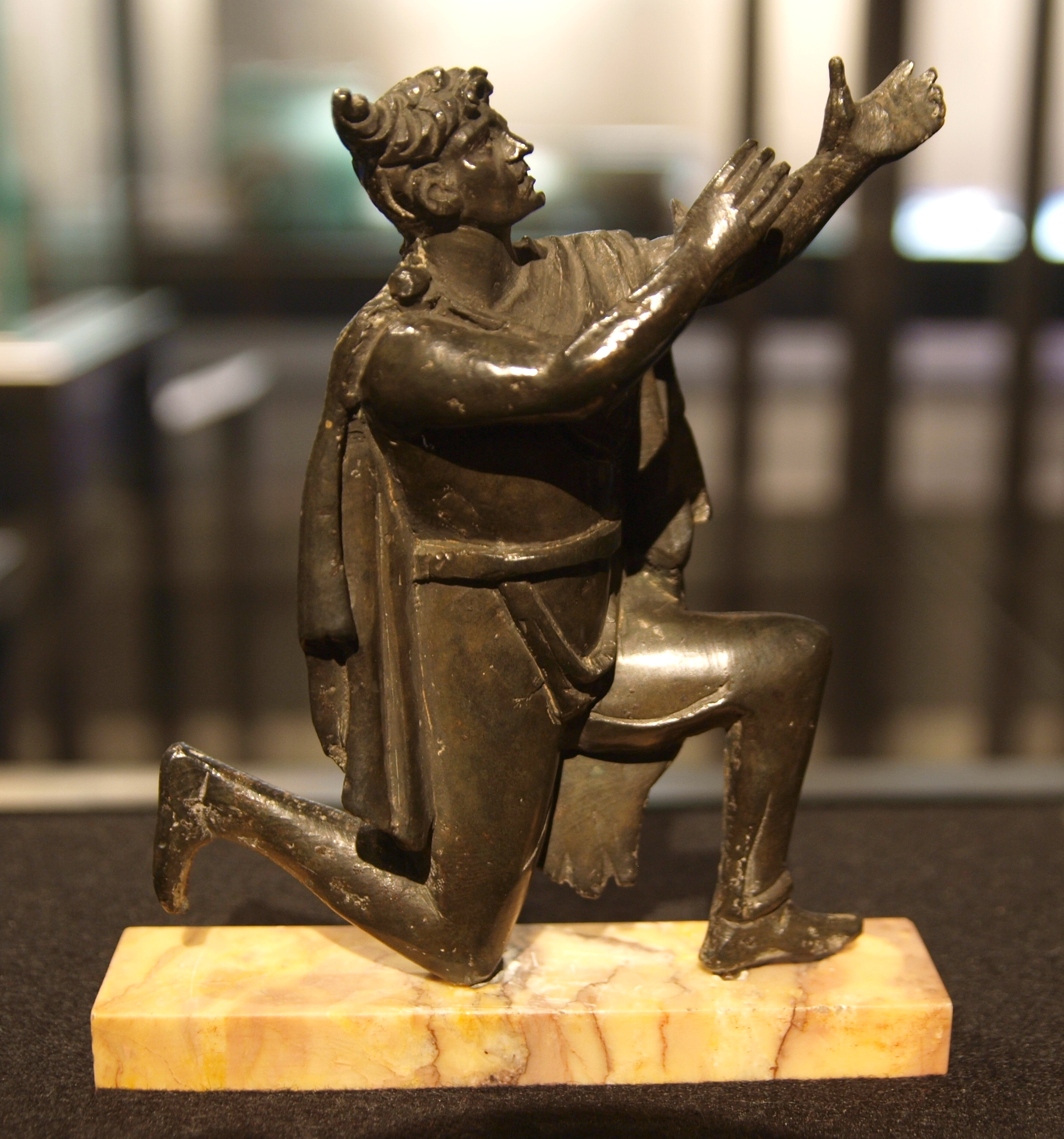
Figura romana de bronce, que representa a un hombre germánico rezando con un característico nudo suevo en su cabellera.

Tácito escribió una descripción posterior y mucho más detallada de la religión germánica alrededor del año 100. Sus descripciones etnográficas en Germania siguen siendo muy valoradas. Según esto, los pueblos germánicos sacrificaron tanto a humanos como a otros animales a sus dioses, a los que identificó con Hércules y Marte. También cuenta que el grupo más grande, los suabos, también sacrificó prisioneros de guerra romanos a una diosa a quien identificó con Isis.
Otra deidad, a la que llama Nerthus, es cultivada como diosa por varios grupos en la región noroeste. Según el relato de Tácito, sus seguidores creían que Nerthus interactuaba directamente en los asuntos humanos. Su santuario principal estaba en la arboleda de Castum, ubicada en una isla. Un carro cubierto tirado por toros estaba dedicado a la diosa y solo al sumo sacerdote se le permitía tocarlo. Este pastor pudo ver a la diosa subiendo al carro. Se llevó por todo el país y allí donde llegaba se realizaba una fiesta y banquete en su honor. El sacerdote proclamó las festividades cuando la diosa se cansó del contacto con los mortales, luego se lavaron el carro y la cortina. El esclavo que realizaba el ritual de purificación fue posteriormente arrojado al lago y ahogado como sacrificio. Durante el tiempo que viajó la diosa, estas tribus no fueron a la guerra y no tocaron armas. Según Tácito, los germanos percibían los edificios de los templos como hogares inapropiados para los dioses, ni los representaban en forma humana, de la misma manera que lo hacían los romanos. En cambio, los cultivaron en bosques o arboledas sagradas.
La confiabilidad de Tácito como fuente se puede caracterizar por sus tendencias retóricas, ya que uno de los propósitos de Germania era presentar a sus propios compatriotas un ejemplo de las virtudes que él creía que faltaban.

### Edad de Hierro germánica
Los pueblos germánicos todavía practicaban el paganismo cuando el emperador romano Constantino el Grande murió en el año 337, a pesar de su conversión al cristianismo; Constantino, sin embargo, no prohibió los rituales paganos en templos religiosos selectos en todo el Imperio. En algún momento entre 391 y 392, Teodosio I hizo una proclamación oficial que prohibió las prácticas religiosas paganas en toda su región de influencia con varios sucesores como Justiniano I haciendo lo mismo. Los francos se convirtieron directamente del paganismo al cristianismo bajo el liderazgo de Clovis I en aproximadamente 496 sin un tiempo intermedio como ArianCristianos. Finalmente, las tribus góticas se apartaron de su fe arriana y en 589 se convirtieron al cristianismo niceno.

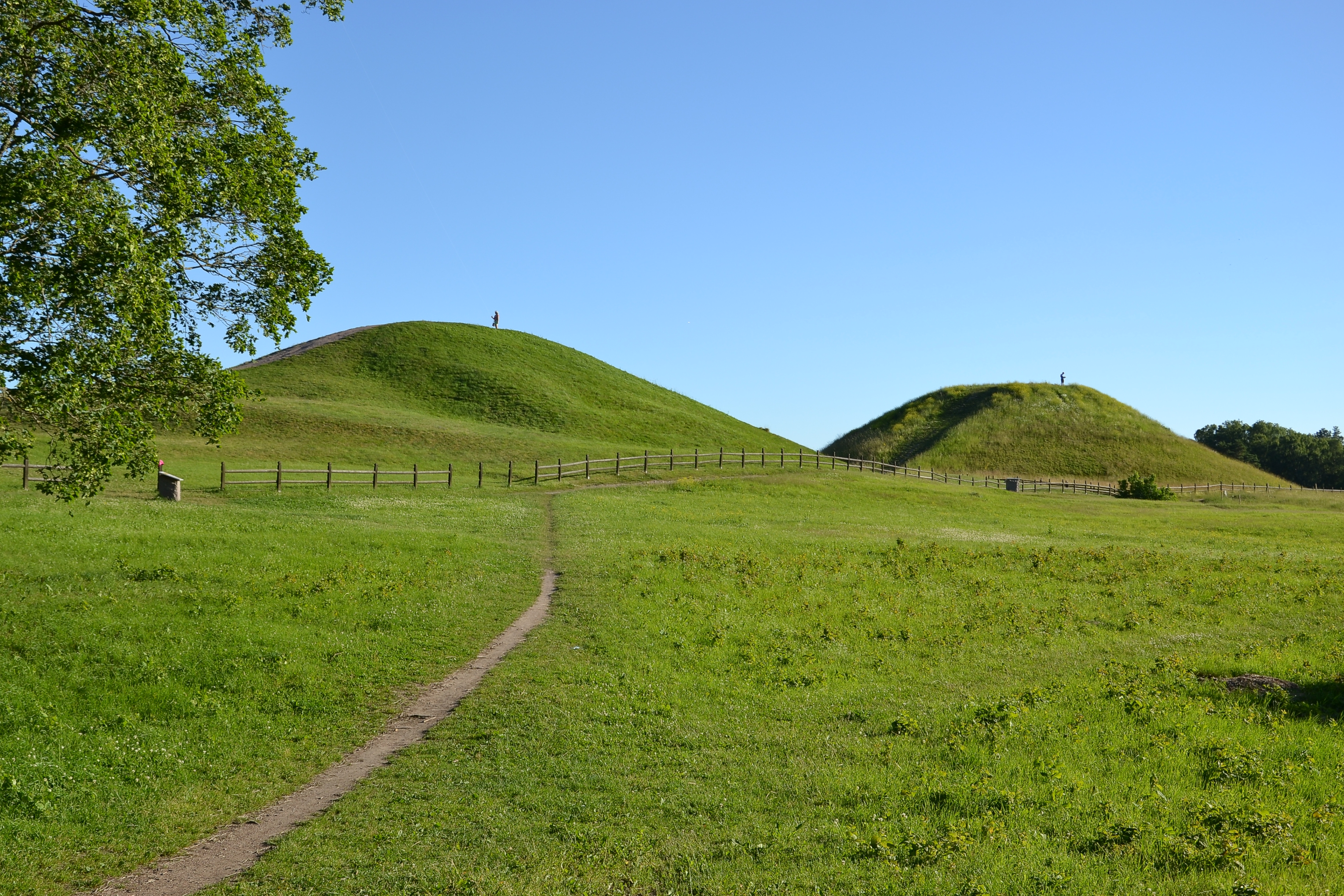
Los montículos reales de Gamla Uppsala contienen cientos (originalmente miles) de túmulos.

Las creencias paganas entre los pueblos germánicos fueron informadas por algunos de los primeros historiadores romanos y, en el siglo VI, aparece otro ejemplo de esto cuando el historiador y poeta bizantino Agatias comentó que la religión alamana era "sólida y poco sofisticada pagana". Sin embargo, durante la Edad del Hierro germánica, la cultura germánica estuvo cada vez más expuesta a la influencia del cristianismo y la cultura mediterránea; por ejemplo, el converso cristiano gótico Ulfilas tradujo la Biblia del griego al gótico a mediados del siglo IV, creando la primera traducción conocida de la Biblia a un idioma germánico. Otro aspecto de este desarrollo se puede ver, por ejemplo, en Jordanes, quien escribió la historia de los godos, Getica, en el siglo VI, ya que habían sido cristianos durante más de 150 años y dominaban el área del antiguo núcleo romano, Italia. Jordanes escribió que el dios principal de los godos era Marte, de quien creían que había nacido entre ellos. Jordanes no se molesta en usar el nombre original del dios, sino que emplea la forma latina (Marte) y confiesa que los godos le sacrificaron cautivos. Los godos se convirtieron a la forma arriana de cristianismo en el siglo IV en el momento en que el catolicismo se convirtió en la religión dominante del Imperio Romano, lo que les valió la etiqueta de herejes. Con el tiempo, las antiguas tradiciones religiosas fueron reemplazadas por la cultura cristiana, primero al sur y luego al norte. La temprana transición al cristianismo y la rápida desaparición de los reinos significaron que las prácticas religiosas de las tribus germánicas orientales anteriores al cristianismo son casi desconocidas.

### Inglaterra
Los hablantes de germánico están bien atestiguados de haber estado estacionados en la parte de la Gran Bretaña romana correspondiente a Inglaterra, y sus prácticas religiosas, combinando elementos tradicionales y romanos, se evidencian en la arqueología, particularmente en forma de inscripciones.
A partir del siglo V, la cultura anglosajona de habla germánica se estableció en Inglaterra, y los escritos posteriores de sus escritores cristianos se convirtieron en una fuente importante de la religión germánica precristiana. Por ejemplo, el monje cristiano Beda, que a principios del siglo VIII reprodujo un calendario tradicional no cristiano en su obra De Temporum Ratione, señaló que los anglos germánicos comenzaban su año del 24 al 25 de diciembre. [34] Además, han sobrevivido algunas piezas de poesía en inglés antiguo, todas transmitidas por escritores cristianos. Las obras importantes incluyen Beowulf y algunos encantamientos métricos anglosajones.

### Edad Media

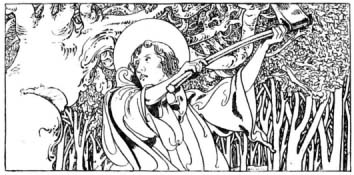
Una representación de San Bonifacio destruyendo el Roble de Thor de Las pequeñas vidas de los santos (1904), ilustrado por Charles Robinson.

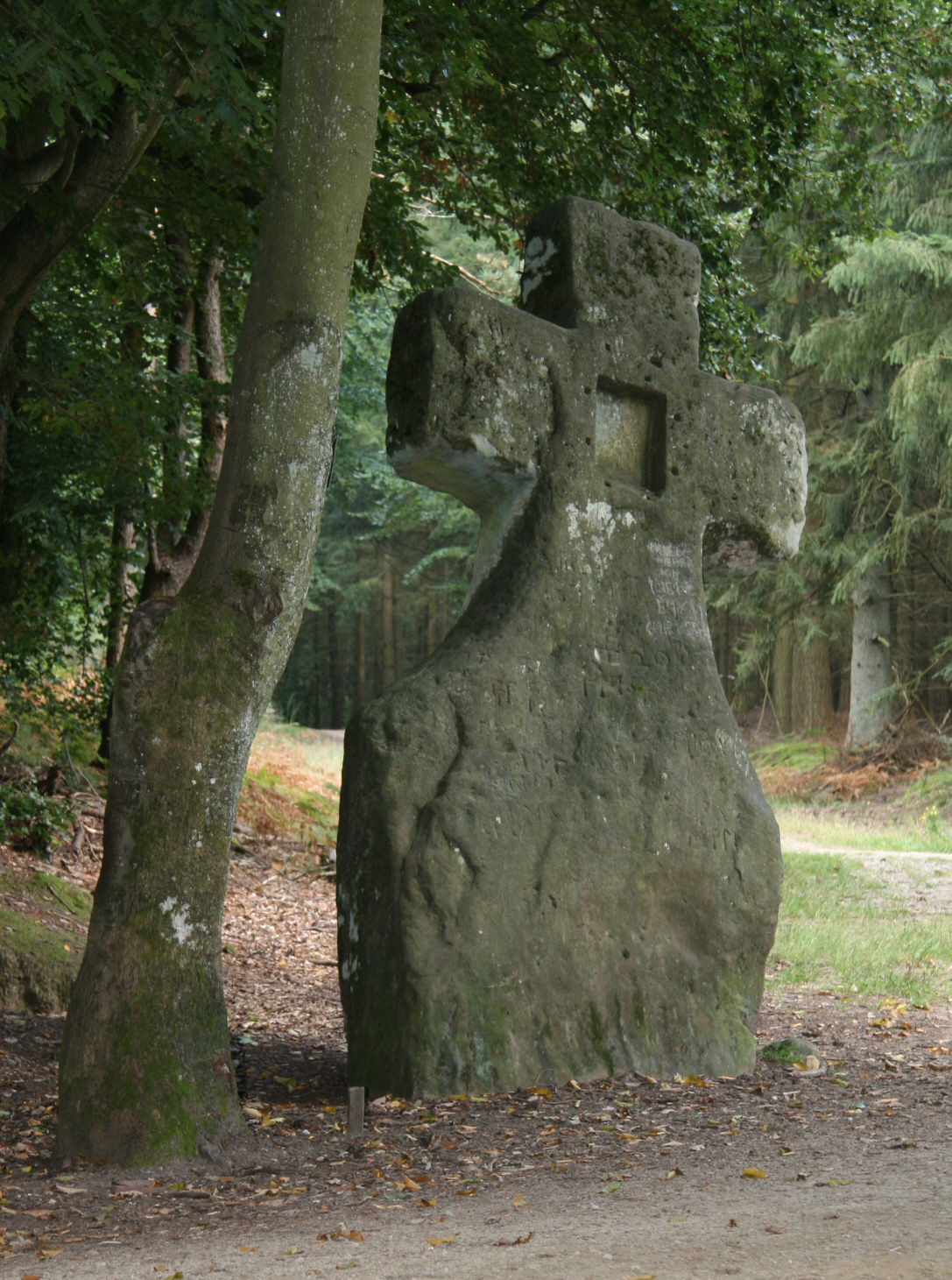
La cruz de Fraubillen, un menhir re-esculpido transformado en cruz.

Cuando los lombardos germánicos invadieron Italia a mediados del siglo VI, sus fuerzas consistían en personas que practicaban la forma ortodoxa y arriana de cristianismo, pero una parte significativa de ellos permaneció casada con su herencia religiosa pagana. Con el tiempo, el equilibrio entre los creyentes paganos y cristianos comenzó a cambiar. Varios siglos más tarde, misioneros y guerreros anglosajones y francos emprendieron la conversión de sus vecinos sajones . Un evento clave fue la tala del roble de Thor cerca de Fritzlar por Bonifacio en el 723 d. C. Según los relatos que han sobrevivido, cuando Thor no logró matar a Bonifacio después de que el roble cayera al suelo, los francos se sorprendieron y comenzaron su conversión a la fe cristiana. Finalmente, los últimos pueblos germánicos continentales que todavía practicaban el paganismo germánico se convirtieron al cristianismo por la fuerza armada en una serie de campañas (las Guerras Sajonas ) dirigidas por el emperador franco Carlomagno . Estas guerras llevaron las tierras sajonas al Imperio franco. Las masacres, como la Masacre de Verden , donde hasta 4.500 personas fueron decapitadas según uno de los cronistas de Carlomagno, fueron el resultado directo de esta política.
Durante el siglo VIII, los francos carolingios intentaron acabar con el paganismo germánico, cuando, por ejemplo, Carlomagno destruyó el poderoso tronco de árbol Irminsul que sostenía la bóveda celestial de los sajones paganos de la misma manera que Bonifacio había destruido antes el roble de Tor. Carlomagno instituyó entonces un bautismo masivo forzado, que provocó resentimiento entre los sajones y provocó frecuentes revueltas; los sajones, bajo el liderazgo de Widukind, incluso destruyeron los centros misioneros cristianos en territorio franco. El historiador JM Wallace-Hadrill afirma que Carlomagno estaba "muy serio" en la extirpación del paganismo y que su "tarea real" incluía convertir a los paganos paganos "a fuego y espada si era necesario".El poder e influencia duraderos del paganismo germánico se revelan hasta cierto punto por la cantidad de medidas antipaganas emprendidas durante el período de ascendencia franca.
No obstante, la transición del paganismo al cristianismo fue un proceso desigual. Por ejemplo, cuando el formidable Harald Gormsson intentó imponer el cristianismo en Dinamarca a mediados del siglo X, los habitantes resintieron el cambio, lo que llevó a su hijo a expulsarlo del país y devolverlo a sus prácticas paganas. En algún momento alrededor del año 1000 EC, Islandia fue formalmente declarada cristiana, sin embargo, las prácticas religiosas paganas fueron toleradas en la esfera privada. El cambio de religión se llevó a cabo en algunos lugares de forma pacífica, mientras que en otros se realizó mediante conversión forzada. El rey de Noruega, Olaf II, (más tarde canonizado como San Olaf) que reinó a principios del siglo XI, intentó difundir el cristianismo en todo su reino, pero se vio obligado a exiliarse por una rebelión en 1028 y asesinado en la batalla de Stiklestad en 1030. En 1080, el rey de Suecia Inge el anciano, que se había convertido al cristianismo, fue exiliado de Upsala por su propio pueblo cuando se negó a sacrificar a los dioses paganos. No obstante, la mayor parte de Escandinavia abandonó sus prácticas paganas nórdicas y se convirtió al cristianismo en el siglo XI. Adán de Bremen proporcionó la última descripción del paganismo generalizado que se practica en los países nórdicos.

### Era vikinga

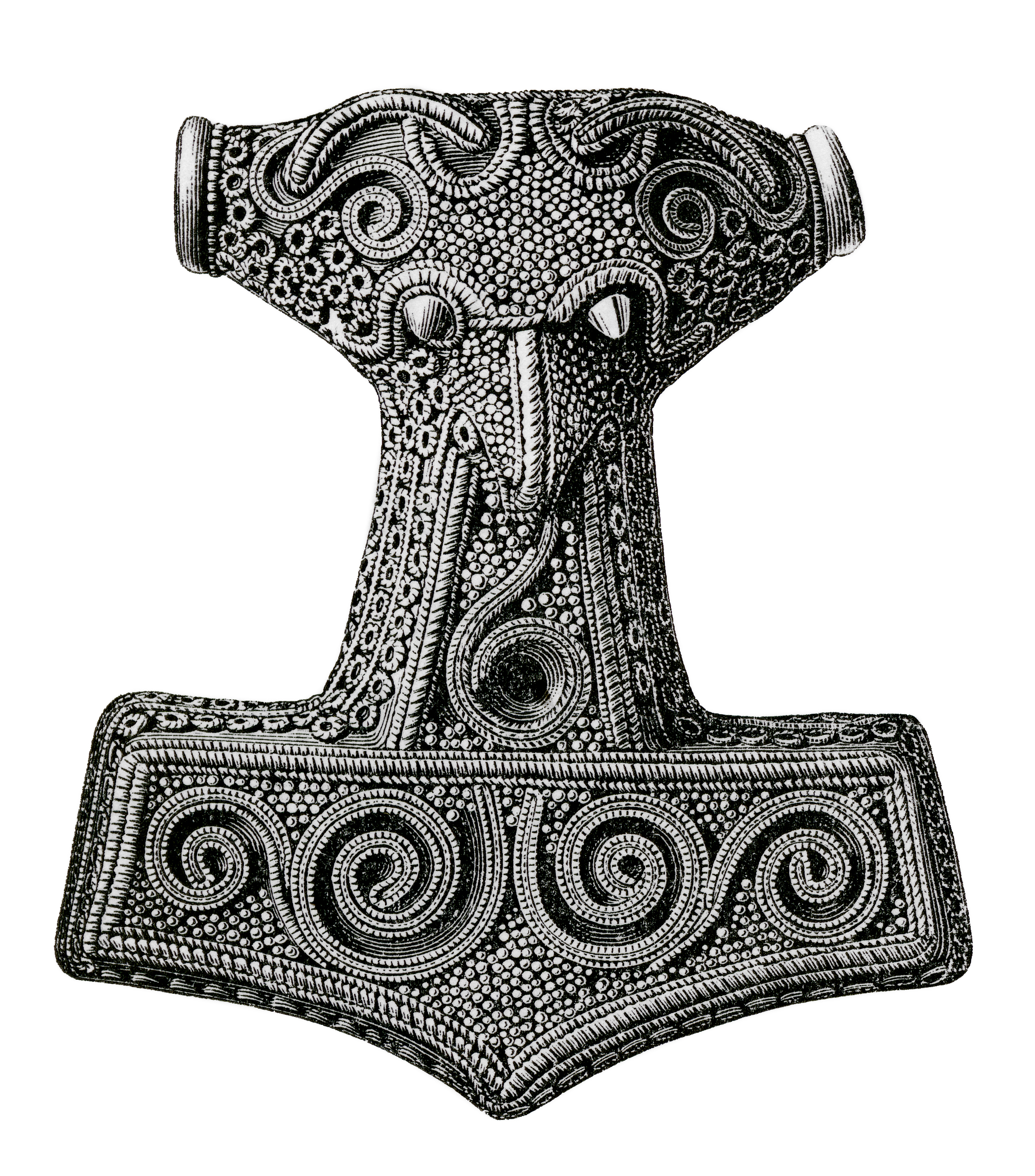
Este martillo de Thor en plata con adornos de filigrana se encontró en Scania. Fue donado al Museo de Historia de Suecia en 1895.

La religión escandinava de la Alta Edad Media está mucho mejor documentada que las antiguas religiones germánicas, gracias especialmente a los textos escritos en Islandia entre 1150 y 1400. Los ornamentos personales de la Edad de Bronce muestran imágenes de sus dioses en carros y grabados rupestres, a lo largo de Escandinavia al sur de Trondheim, el Uppland sueco revela dioses, sacerdotes y diversa fauna. Se sabía que el sacrificio era simplemente una parte de las festividades en las que los diversos dioses recibían obsequios, o siempre que uno trataba de predecir e influir en los eventos del año siguiente. La relación entre dioses y humanos se entendía como una que se asemejaba a la conexión entre un gran hombre y los sumisos a él; por lo tanto, era importante confirmar rutinariamente la relación con los dioses a través de regalos. Los sacrificios de sangre se utilizaron en tiempos de crisis y durante las vacaciones. Los relatos del siglo IX sobre la Rus vikinga de Novgorod (quizás el enclave más lejano al oriente que manifiesta las prácticas religiosas germánicas) incluyen el sacrificio de "hombres, mujeres y ganado" a sus deidades.
Si bien la conversión cristiana ocurrió primero en Dinamarca y luego en Noruega, gracias en gran parte a Harald Bluetooth, la casa real sueca fue la última en aceptar el bautismo cristiano. La religión pagana formó el núcleo de la identidad religiosa nórdica y su vínculo era tanto su identidad no cristiana y su lengua relacionada que su adoración común de Odinn, Thor o Frey. Incluso después de la conversión, hay informes de que los escandinavos como Helgi el magro, que era un cristiano profeso, hicieron votos a Tor durante los viajes por mar o cuando surgieron asuntos de suma importancia, lo que demuestra cómo algunos fueron lentos en renunciar a sus viejos dioses. enteramente.

## Influencias

### Edad de Hierro Celta

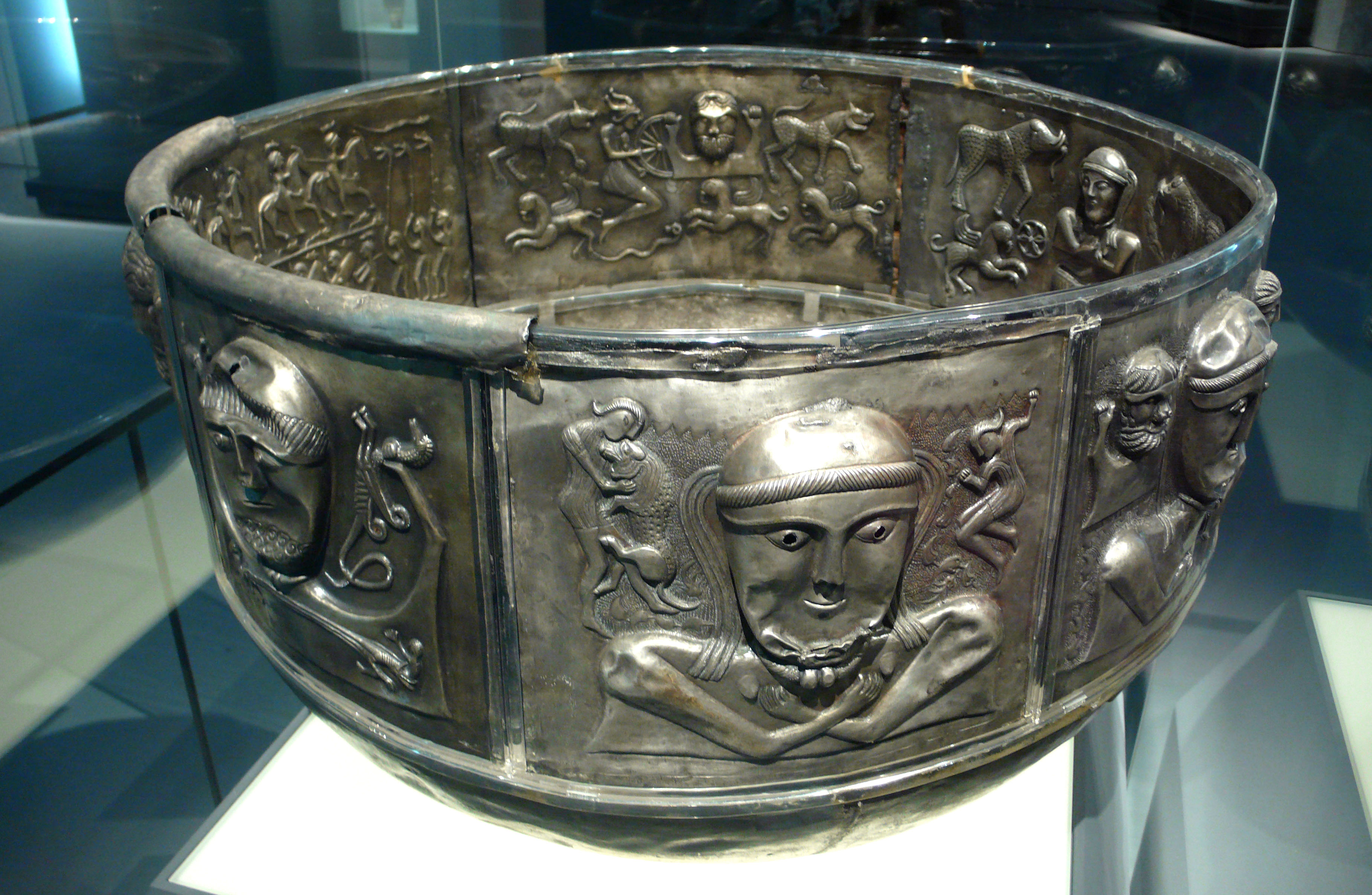
El caldero de Gundestrup, hoy en el Museo Nacional de Dinamarca en Copenhague.

Durante la transición entre la Edad del Bronce y la Edad del Hierro (alrededor del 500 A.C.), hubo un cambio tanto en las costumbres cotidianas como en las religiosas. Los hallazgos arqueológicos muestran una sociedad que cambió, en lugar de enterrar a sus muertos, ahora estaban comenzando a quemarlos antes de colocarlos ceremoniosamente en el suelo.  Esta práctica funeraria siguió siendo dominante hasta la transición al cristianismo en la Edad Media. En fuentes posteriores, parece que los pueblos germánicos creían que los muertos continuarían viviendo en un reino celestial mediante la quema, mientras que los que fueron enterrados en la tierra sin ser quemados permanecerían allí.  Entre los hallazgos que probablemente tuvieron un significado religioso, dominan los objetos de origen celta, y los motivos mitológicos encontrados en muchos casos tienen claras conexiones con la región mediterránea o la cultura celta. Basándose únicamente en la evidencia arqueológica, es casi imposible distinguir a los primeros alemanes de los celtas según el historiador Malcolm Todd.  Si bien hay información limitada disponible sobre la mitología germánica en la primera parte de la Edad del Hierro, los restos que existen indican que hubo cambios en las creencias religiosas de los pueblos germánicos a lo largo de los siglos.

### Rastros de la religión romana
Hasta aproximadamente el año 400, las fronteras del Imperio Romano estaban a solo unos 300 km de Escandinavia, e incluso más cerca de otras tribus de habla alemana. El Imperio Romano era el poder dominante de esa época, tanto política, económica y culturalmente en esta parte del mundo. A medida que el Imperio Romano creció y entró en contacto con diferentes culturas en una vasta área de Europa, las tradiciones locales finalmente comenzaron a tomar prestados elementos culturales derivados de los romanos; esto también se aplica a los pueblos germánicos. Un ejemplo revelador es que para el año 300, los pueblos germánicos comenzaron a dividir la semana en siete días, cada día con el nombre de una deidad en particular.
Más ejemplos incluyen esculturas que crean una tradición común general en toda Europa, el Cercano Norte y el Norte de África. En el norte de Europa, las esculturas más pequeñas con claras similitudes con los modelos romanos de las excavaciones arqueológicas, en particular, en Funen y Øland, que datan de entre 200 y 400 d. C., consisten en figuras que pueden estar de pie sobre una mesa y están hechas de metal o madera. Desafortunadamente, es imposible identificar qué dioses deben representar estas figuras o mucho sobre las creencias religiosas que se les atribuyen. Sin embargo, una característica especial de las figuras germánicas es la falta de figuras femeninas que por lo demás eran populares en el Imperio Romano, lo que indica una exclusión voluntaria deliberada. En el contexto romano, este tipo de figuras se utilizaron principalmente en conexión con el culto del alerce en casas particulares, donde se colocaron en pequeños altares domésticos. Sin embargo, es incierto si se han utilizado con el mismo propósito en los países nórdicos. Poco a poco, estas figuras vuelven a desaparecer de los hallazgos, y de la época vikinga solo se conocen muy pocas y pequeñas figuras.
En algún momento entre los años 400 y 500, hubo un aumento en la cantidad de oro, como lo indican las excavaciones arqueológicas en el norte de Europa; esto probablemente esté relacionado con el uso extensivo de mercenarios germánicos por parte de los romanos cuando intentaron expandir su imperio. Aparecieron medallas de oro redondas inspiradas en monedas romanas, adornadas con imágenes de Balder, Tyr y Odin. Estos dioses fueron adorados de manera prominente por la clase alta y los reyes germánicos. En este ejemplo, se utilizaron técnicas romanas para reproducir y transmitir ideas y religión germánicas.

## Prácticas rituales

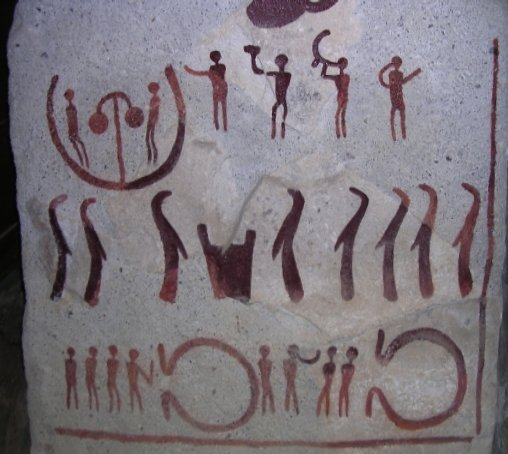
Losa de piedra de la Tumba del Rey en el sur de Suecia, Edad de Bronce Nórdica, 1400 a. C..

Las huellas de la religión pagana germánica en los períodos más antiguos durante la Edad del Hierro celta, se conocen exclusivamente a través de hallazgos arqueológicos. Estos incluyen imágenes y restos de rituales, típicamente objetos descubiertos en lagos y marismas, entre los cuales muchos de ellos se remontan al Neolítico hasta la Edad del Bronce, y de manera más prominente continúan hasta la Edad del Hierro. La gente de esa época probablemente haya percibido los pantanos y las marismas como lugares sagrados donde era posible el contacto con los poderes divinos. Tácito describió el hogar de la diosa germánica, Nerthus, como si estuviera en una isla en un lago. En varios pantanos, se han encontrado figuras de madera procesada en bruto, que generalmente representan personas y consisten en ramas con rasgos sexuales fuertemente enfatizados. Esto probablemente sugiere que los primeros dioses paganos germánicos de la fertilidad estaban asociados con el agua, una creencia que se relaciona con prácticas posteriores.
El hecho de que el sacrificio fuera un elemento fundamental de la religión germánica se puede ver en el hecho de que se da en todo tipo de fuentes, tanto antiguas como medievales, en topónimos, reliquias materiales y en textos mitológicos paganos germánicos, donde incluso los dioses sacrificaban.  El sacrificio envió objetos mediante destrucción o colocación física a lugares donde los vivos ya no tienen acceso a ellos; con mayor frecuencia, esto incluía quemarlos o arrojarlos a los lagos. Un elemento importante de estos rituales era la fiesta de los sacrificios, que incluía comer y beber en abundancia. Se llevaron a cabo grandes ofrendas públicas en lugares centralizados, y en muchos lugares de lo que una vez fue la antigua Germania, se han encontrado los restos de tales sitios.
Una escena de beber en una imagen de piedra de Gotland , en el Museo Sueco de Antigüedades Nacionales de Estocolmo .

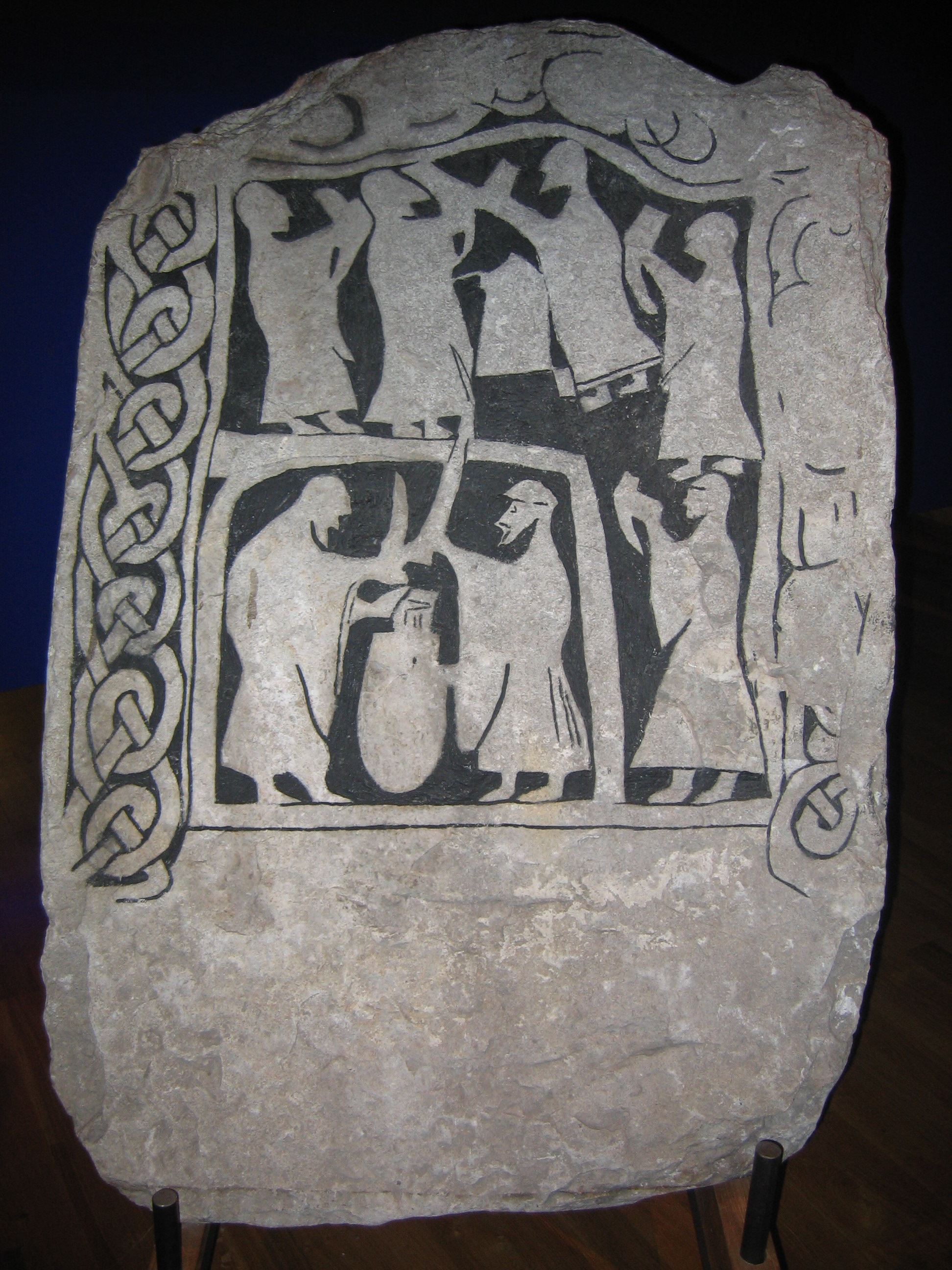
Una escena de libación en una imagen en roca de Gotland, en el Museo Nacional Sueco de Antigüedades en Estocolmo.

Se sacrificaron figuras de madera al igual que personas; Las víctimas humanas sufrieron una muerte repentina y violenta por lo que indican los hallazgos arqueológicos a lo largo de los pantanos, en lo que una vez fue Germania. En muchos casos, se emplearon varias medidas para asegurar que el cuerpo fuera retenido en la ciénaga, ya sea con ramas o piedras. El historiador danés, Allan A. Lund, postula que las víctimas habían sido asesinadas porque eran consideradas brujas que trajeron desgracias a la sociedad. Explica esto por el hecho de que las víctimas habían sido colocadas en una turbera, donde no se disolverían y, por lo tanto, serían transferidas al otro mundo, sino que fueron preservadas para siempre en un estado fronterizo entre este y el otro mundo.
Otra práctica fue la costumbre pagana germánica de ofrecer armas a sus dioses. En el sur de Escandinavia, hay alrededor de 50 sitios donde se arrojaron armas a un lago y se sacrificaron después de que las armas fueron parcialmente destruidas o inutilizadas. En estos sitios, solo se sacrificaron armas y posesiones; no se encuentran huesos humanos en ninguna parte, y solo se pueden encontrar huesos de animales no humanos de caballos. Las espadas están dobladas, las lanzas y los escudos están rotos. La mayoría de este tipo de sacrificio proviene del período comprendido entre el año 200 y el 500, y muchos de ellos se encuentran en el este de Jutlandia, en lugares con acceso al Kattegat, un estrecho de 225 km de longitud entre Suecia y Dinamarca. El sacrificio de los alemanes de las armas enemigas derrotadas a sus deidades se conoce por relatos antiguos y constituye parte de una ofrenda a Odin, durante la cual el sacrificio del arma afirma la conexión entre los adoradores y lo divino.

## Runas

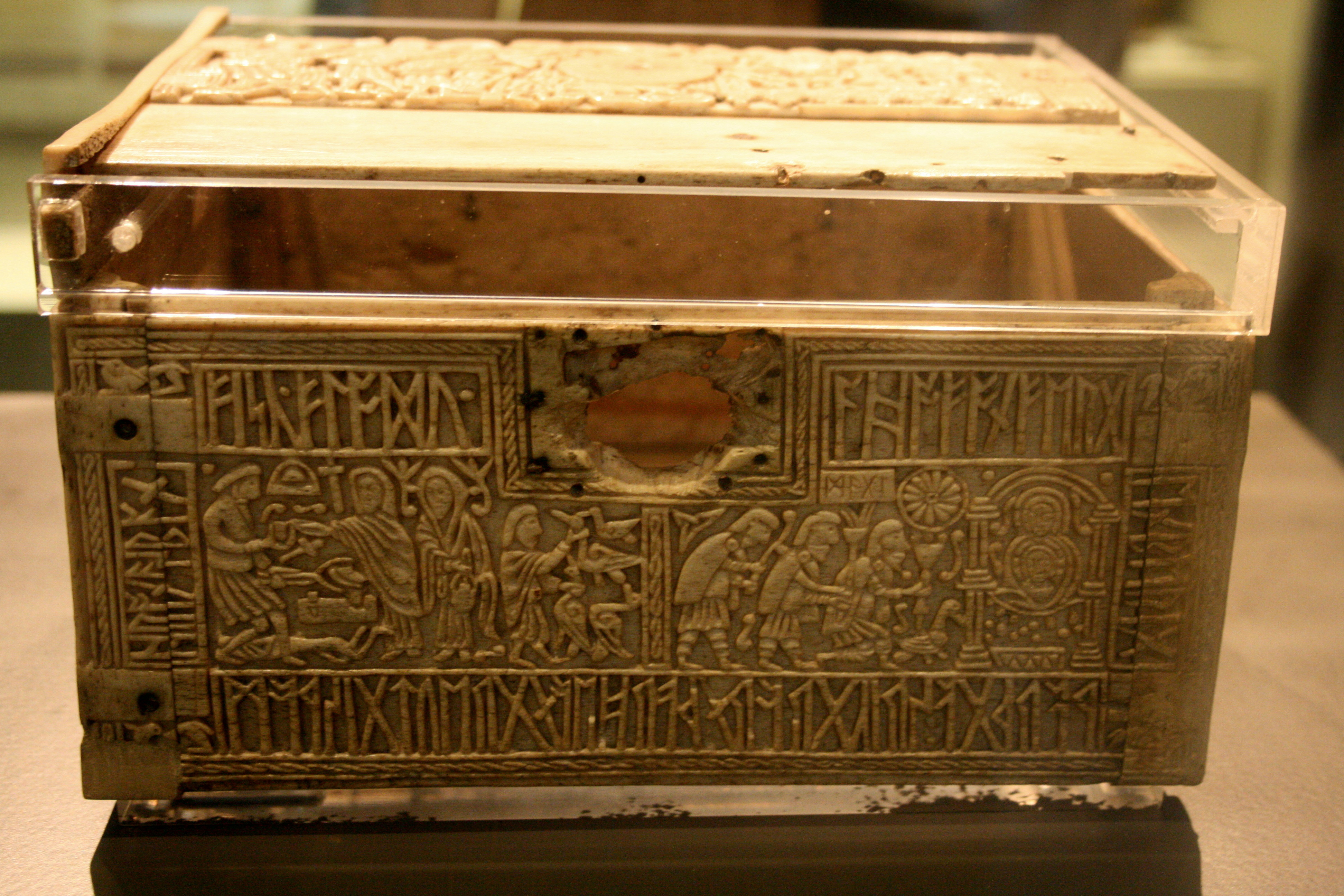
El Franks Casket, tal como se exhibe en el Museo Británico; el frente y la tapa.

La escritura fue una importante contribución romana a la cultura germánica. Alrededor del año 200, las inscripciones rúnicas comienzan a aparecer en el sur de Escandinavia y no cesaron hasta alrededor de 1300. El origen de esta escritura germánica en particular puede vincularse al fuerte centro de poder de influencia romana en Stevns, en el sur de Dinamarca. Los investigadores han debatido durante mucho tiempo si las runas solo tenían un significado religioso o si también se usaban para la escritura cotidiana. Hoy en día, la mayoría de los estudiosos creen que la escritura no podría haber sobrevivido tanto tiempo si se hubiera utilizado exclusivamente en contextos rituales especiales.Se sabe con certeza que las runas se usaban con frecuencia con fines religiosos. Dentro del sistema de magia rúnica, cada signo rúnico tenía un significado especial, y la escritura acumulativa de toda la serie alfabética, el futhark, funcionaba como una fórmula mágica. Además, en otros contextos, el texto escrito de la runa se utilizó para hechizos sobre armas y efectos personales.
Más evidencia del contexto religioso de las runas y su importancia aparece en el antiguo poema épico sajón, Heliand, escrito en verso del antiguo alto alemán del siglo IX, en el que la obra utiliza frases seculares y paganas para contar la narrativa del evangelio. Una línea en particular dice, gerihti us that geruni ("revélanos las runas", o " guíanos, los que (hacemos) runas"), demostrando una fusión de la idea cristiana "Señor, enséñanos a orar" con antiguas prácticas paganas. [74] Los primeros proselitistas de la fe cristiana tuvieron que utilizar equivalentes vernáculos familiares para transmitir conceptos cristianos a sus hermanos paganos. Una enigmática fusión de las antiguas ideas paganas germánicas, romanas y cristianas aparece en el cofre anglosajón conocido como Franks Casket, que contiene una mezcla de los alfabetos rúnico y romano.

## Período posterior a la cristianización
Las regiones de Europa central habitadas por pueblos germánicos e Inglaterra se cristianizaron nominalmente entre los siglos VI y VIII, seguida de la cristianización de Escandinavia en los siglos VIII al XII. Sin embargo, elementos de la mitología antigua sobrevivieron a través de la Edad Media en forma de leyendas, aventuras y cuentos épicos y folclore. Se pueden encontrar fragmentos, por ejemplo, en relatos históricos escritos sobre las diferentes tribus, como el relato histórico de Paul the Deacon sobre los lombardos o los cuentos de San Willibrord de Alcuin, quien también fue teólogo y consejero de Carlomagno.
En relación con la religión especialmente nórdica antigua y, en menor medida, el paganismo anglosajón, las fuentes escritas de las primeras prácticas espirituales en Europa central son de naturaleza muy fragmentaria. Por ejemplo, los Encantamientos de Merseburg es el único texto precristiano escrito en alto alemán antiguo y contiene menciones de las deidades Fulla, Wodan y Frigg. En otros textos, incluyendo crónicas y representaciones históricas, hay indicios de la religión pagana, como la destrucción de Irminsul por Carlomagno —reproducida en los Annales regni Francorum , o la invención del árbol de Navidad por San Bonifacio. Otros rastros incluyen la representación escocesa moderna de los "brownies". Como el paganismo fue marginado por el cristianismo, partes de la religión precristiana continuaron en el folclore de la población rural; por lo tanto, la mitología germánica sobrevivió en los cuentos de hadas, que los hermanos Grimm recopilaron y publicaron en su obra.